# Chevrolet H/T
Chevrolet H/T – samochód dostawczo-osobowy typu pickup klasy wyższej produkowany pod amerykańską marką Chevrolet w latach 1939–1941. 

## Historia i opis modelu

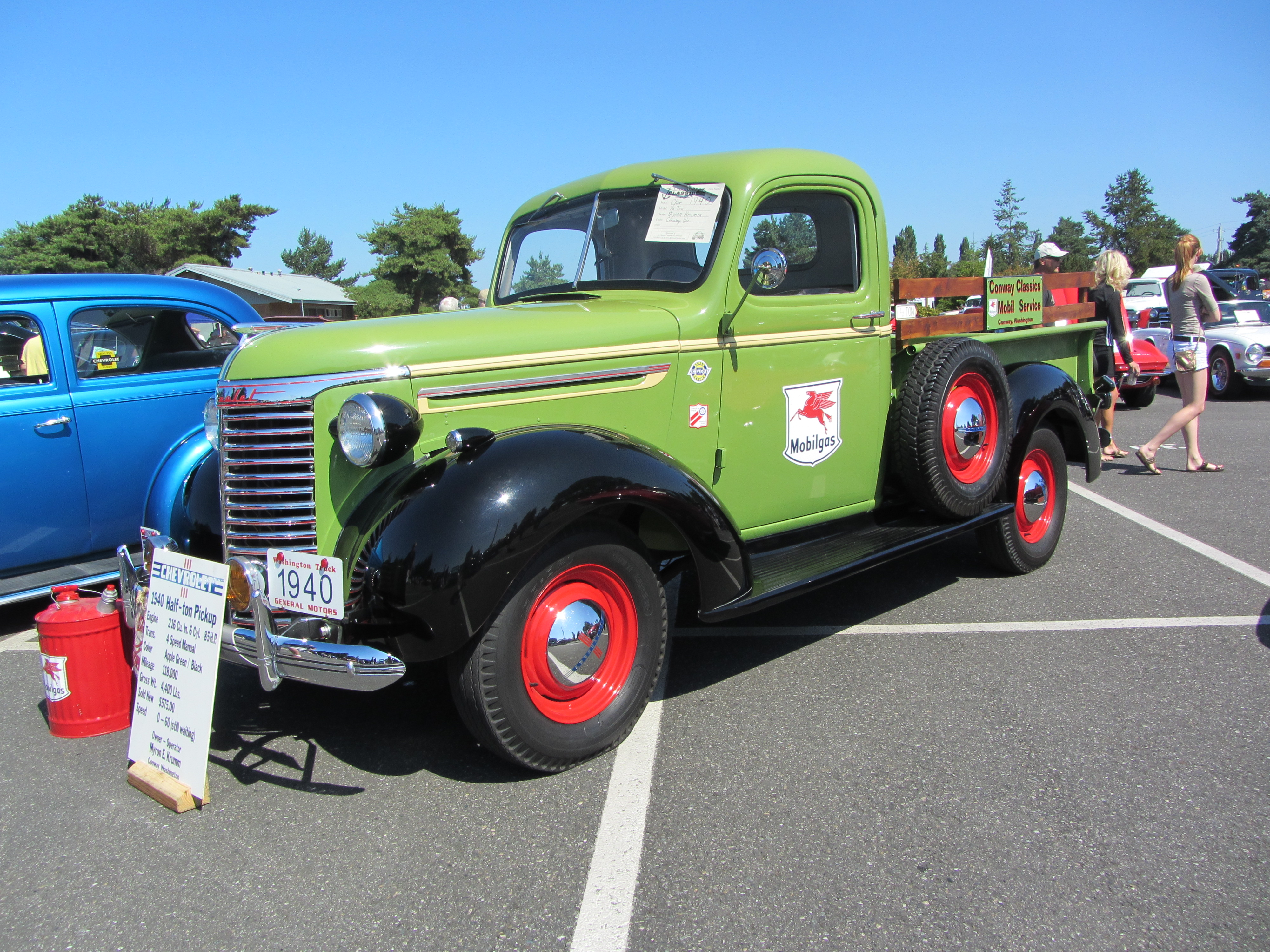
Chevrolet H/T

Na przełomie lat 30. i 40. XX wieku General Motors przedstawiło obszernie zmodernizowaną odsłonę swoich półciężarówek marek Chevrolet i GMC, dalej opierając je na technice osobowego modelu Chevrolet Master. Nadwozie zyskało bardziej obłe proporcje, z wyraźniej zarysowanymi błotnikami i opcjonalnym dwukolorowym malowaniem nadwozia.

### Wersje
- AC14
- AF14

### Silnik
- L6 2.3l
- V8 3.5l